# 美國服役人員保護法
《美國服役人員保護法》（英語：American Service-Members' Protection Act，美國聯邦公法第107–206號，H.R. 4775，116 Stat. 820，2002年8月2日頒佈），又常被非正式稱為《海牙入侵法案》。這是一項美國聯邦法律，旨在“保護美國軍事人員和美國政府其他當选和任命的官員免受美國未參加的國際刑事法院的刑事起訴 ”，該法案的文本已編纂為美國法典第22篇第81章的第二分章。 
該法律授權美國總統使用“一切必要和適當的手段來釋放任何被國際刑事法院拘留或監禁的美國或盟國人員”，由於該法案在理論上允許總統採取軍事行動，比如軍事入侵國際刑事法院所在地荷蘭海牙，導致該法案被通俗地稱為“海牙入侵法案”。該法案由美國參議員傑西·亞歷山大·赫爾姆斯和美國眾議員湯·德利提出，是作為2002年補充撥款法案的修正案。該修正案以75-19票通過，並於2002年8月2日由喬治·W·布什總統簽署成為法律。

## 法律內容
該法案禁止聯邦、州和地方政府和機構協助國際刑事法院的調查，禁止將任何人從美國引渡到國際刑事法院，還禁止向國際刑事法院轉移機密的國家安全信息和執法信息。該法案還禁止美國向國際刑事法院的締約國提供軍事援助， 但是對於北約成員國、主要非北約盟國（澳大利亚、埃及、以色列、日本、约旦、阿根廷、韩国和新西兰）以及台湾和已簽訂“98條協議”、同意不將美國國民移交給國際刑事法院的政府除外。然而，該法案並未禁止美國協助搜捕被國際刑事法院通緝的外國人，特別是薩達姆·侯賽因、斯洛博丹·米洛舍維奇和奧薩馬·本·拉登等人。

## 批評
該法案引起了美國在世界各地的盟友的強烈批評，尤其是荷蘭，批評是逃避阿富汗戰爭時美軍犯下的戰爭罪行。人權監察譴責布什政府的決定，人權觀察國際司法項目主任理查德·迪克 (Richard Dicker) 說︰「批准該條約的國家正在努力建設法治的國際社會，但布什政府卻試圖為此懲罰他們」，人權觀察敦促歐盟等地區國家集團譴責新法。非洲國家指責國際刑事法院是西方帝國主義的工具，只懲罰弱小國家的領導人，而無視富國和強國的罪行，而美國新法正正加強了這一印象。